# آرنت، شهرستان برکستون، ویرجینیای غربی
آرنت (به انگلیسی: Arnett) یک منطقهٔ مسکونی در ایالات متحده آمریکا است که در شهرستان برکستون، ویرجینیای غربی واقع شده است. آرنت  ۳۰۲٫۹۷ متر بالاتر از سطح دریا واقع شده است.